# فاكوندو بيريرا
فاكوندو بيريرا (بالإسبانية: Facundo Pereyra)‏ (3 سبتمبر 1987 بزاراتي، بوينس آيرس في الأرجنتين - ) هو لاعب كرة قدم أرجنتيني في مركز الوسط. لعب مع أوداكس إيتاليانو وجيمناسيا لابلاتا ونادي بالستينو ونادي باوك ونادي راسينغ ونادي سان لويس ونادي قبله وEstudiantes de Buenos Aires ‏.

## وصلات خارجية
- فاكوندو بيريرا على موقع قاعدة بيانات كرة القدم.إي يو (الإنجليزية)
- فاكوندو بيريرا على موقع Soccerway.com (الإنجليزية)
- فاكوندو بيريرا على موقع AS.com (الإسبانية)